# Markův mlýn

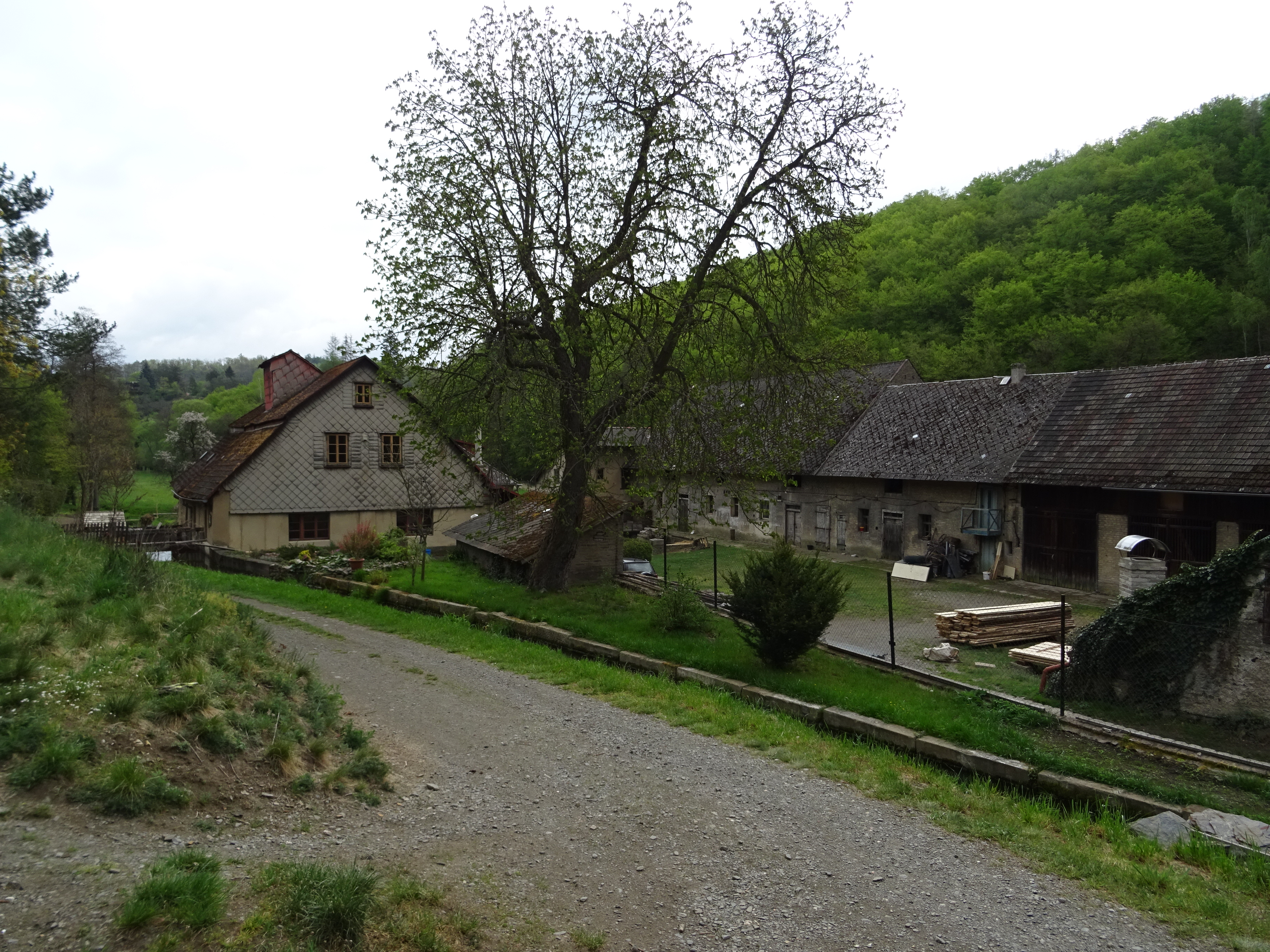
Areál mlýna

Markův mlýn je  vodní mlýn na středním toku říčky Loděnici na území Unhoště, poblíž hranice Chyňavy, asi 10 km západně od okraje Prahy. Je obklopen rozsáhlou rekreační chatovou oblastí. Markův mlýn je také křižovatkou turistických tras, které jsou soustředěny v údolí potoka Kačáku.
Mlýn nese název po rodině Marků, byl v provozu až do roku 1951. V současné době je dobře dochovaný. Původně byl připomínán pod názvem „Pod Berounským brodem“ či „Podhorský“. Od roku 1863 je v držení rodiny Bočků.
V blízkosti jsou dvě drobné lokality skalních stepí chráněny jako přírodní památka Markův mlýn. 